# Nada Gogala
Nada Gogala, slovenska biologinja, * 9. maj 1937, Ljubljana, † november 2013.
Znana je po svojem obsežnem delu na področju rastlinske fiziologije in velja za pionirko raziskav rastlinskih tkivnih kultur na slovenskem.

## Življenje in delo
Že od mladosti jo je zanimala narava, zato je po srednji šoli vpisala študij biologije na takratni Prirodoslovno-matematično-filozofski fakulteti v Ljubljani. Usmerila se je v mikologijo in že v času študija postala najprej demonstratorka, nato pa laborantka na Fakulteti za agronomijo, gozdarstvo in veterinarstvo, kamor je bil preseljen študij biologije. Za diplomsko delo na temo ekologije združbe gliv osamelca Kostanjevica na Ljubljanskem barju je leta 1960 prejela študentsko Prešernovo nagrado. Na isti fakulteti, ki se je kmalu po tistem preoblikovala v Biotehniško fakulteto, je postala asistentka in sodelovala pri vzpostavljanju predmeta fiziologija rastlin.
Leta 1974 je bila izvoljena v naziv docentke in do leta 1990 napredovala do redne profesorice na Oddelku za biologijo. Od leta 1981 je vodila tudi katedro za fitofiziologijo. Njeno znanstveno delo je bilo osredotočeno na fiziologijo interakcij med glivami in rastlinami - mikorizo; objavila je 68 izvirnih znanstvenih člankov in številne druge strokovne prispevke ter različne učbenike in poljudnoznanstvena dela s širšega področja. Aktivna je ostala tudi po upokojitvi leta 1997.
Njen mož je bil zoolog in akademik Matija Gogala, sin Andrej Gogala je prav tako biolog in entomolog.

## Priznanja
Za svoj prispevek znanosti je poleg študentske Prešernove nagrade prejela več priznanj, med njimi red zaslug za ljudstvo s srebrno zvezdo (1987), nagrado Sklada Borisa Kidriča (1989) in Jesenkovo priznanje Biotehniške fakultete (1994). 1998 je bila imenovana za zaslužno profesorico Univerze v Ljubljani.